# 야호 (드라마)
《야호》는 1987년 3월 9일부터 1987년 3월 31일까지 방영된 문화방송 월화드라마이다.
이 드라마는 1987년 3월 2일에 첫 방영되어야 하나 제5공화국 출범 6주년 특집 〈역사의 바퀴를 돌리며〉를 방영하고 한 주가 늦은 1987년 3월 9일로 첫 방영되었다.

## 줄거리
8.15해방, 6.25전쟁을 시대적 배경으로 일제의 마지막 전쟁 소용돌이 속에서 애인을 북간도로 보낸 여인의 한많은 일생을 그린 드라마이다.

## 등장 인물
- 한애경 : 갑례 역
- 김동현 : 영칠 역
- 임영규 : 태석 역
- 변희봉 : 갑례의 아버지 역
- 엄유신 : 갑례의 어머니 역
- 정욱 : 갑례의 시아버지 역
- 오미연 : 갑례의 시어머니 역
- 김인문 : 마 서방 역
- 김석옥
- 홍성민
- 이수나
- 홍순창
- 박종관
- 김동주
- 최은숙
- 차윤회
- 김영두
- 조형기
- 정성모
- 박상원
- 유승봉
- 박순천
- 견미리
- 최민경
- 이숙
- 서영애
- 문영수
- 박희우